# Синицкое сельское поселение
Синицкое се́льское поселе́ние или муниципальное образование «Синицкое» — упразднённое муниципальное образование со статусом сельского поселения в составе Устьянского муниципального района Архангельской области России.
Соответствует административно-территориальной единице в Устьянском районе — Синицкому сельсовету.
Административный центр — посёлок Кидюга.

## География
Сельское поселение находится на востоке Устьянского муниципального района. Граничит с Дмитриевским сельским поселением.

## История
Муниципальное образование было образовано законом от 23 сентября 2004 года.
В сентябре 2022 года сельское поселение и остальные поселения муниципального района были упразднены и преобразованы путём их объединения в Устьянский муниципальный округ.
В советское время Синицкий сельский совет входил в Черевковский район.

## Население
| 2006 | 2010 | 2011 | 2012 | 2013 | 2014 | 2015 |
| ---- | ---- | ---- | ---- | ---- | ---- | ---- |
| 618  | ↘573 | ↘570 | ↘530 | ↘500 | ↘484 | ↘469 |
| 2016 | 2017 | 2018 | 2019 | 2020 | 2021 |      |
| ↘448 | ↘428 | ↘417 | ↘401 | ↘386 | ↘300 |      |

## Населённые пункты
На территории поселения находятся:
- Васьковская
- Заречье
- Кидюга
- Медвежье
- Синики
- Чернополье